# Brokulla
Brokulla är en gård från åtminstone 1800-talet i Ekeby socken, Boxholms kommun. Gården är belägen vid Torrsjön.

## Historik
Brokulla är en gård från åtminstone 1800-talet i Ekeby socken, Boxholms kommun som bestod av 1⁄2 hemman. Gården köptes in 1854 av nämndemannen Gustaf Andersson och ärvdes 1892 av sonen Gustafsson. Mellan 1927–1930 ägdes den av Gustafssons dödsbo och övergick 1930 till dennes son Ivar Gottfrid Gustafsson.

## Byggnader
Den nuvarande huvudbyggnaden och ekonomibyggnaden uppfördes 1940. Ett magasin tillkom 1900.

### Backstugor och torp
På gården har det även funnits ett flertal torp och backstugor vid namn Jakobsberg (Broken), Tullerum och Brudstugan. Torpmärkningar utfördes på Tullerum 2004.